# Takanori Sugeno
Takanori Sugeno (født 3. maj 1984) er en japansk fodboldspiller.
Han har spillet for flere forskellige klubber i sin karriere, herunder Yokohama FC, Kashiwa Reysol, Kyoto Sanga FC og Hokkaido Consadole Sapporo.